# Badewanne

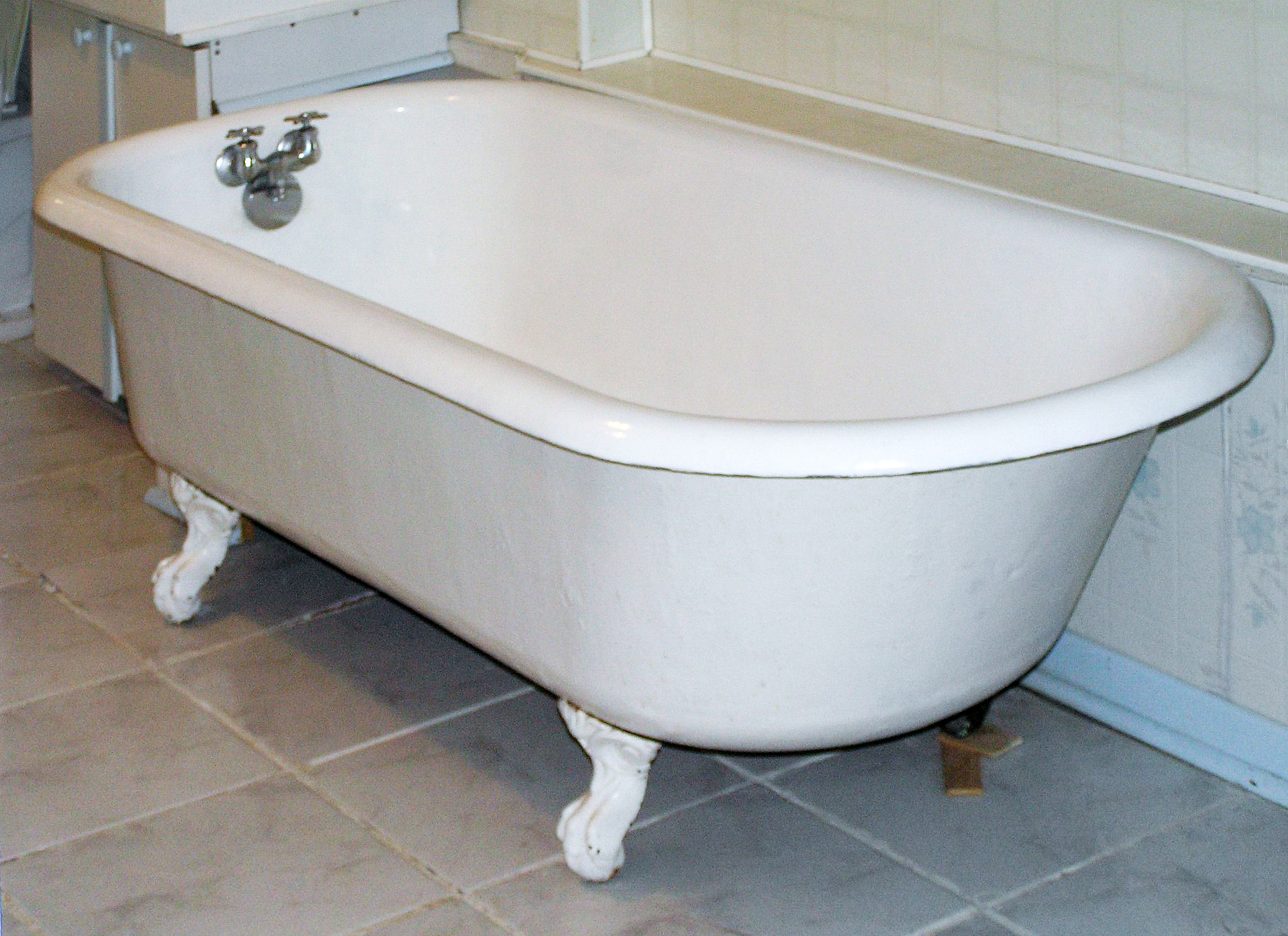
Badewanne mit Klauenfüßen

Eine Badewanne bezeichnet ein Behältnis, das zur Körperhygiene genutzt wird. Sie ist von Form und Größe so gestaltet, dass man sich hineinlegen oder -setzen kann, sodass der Körper mit Wasser bedeckt ist.

## Geschichte

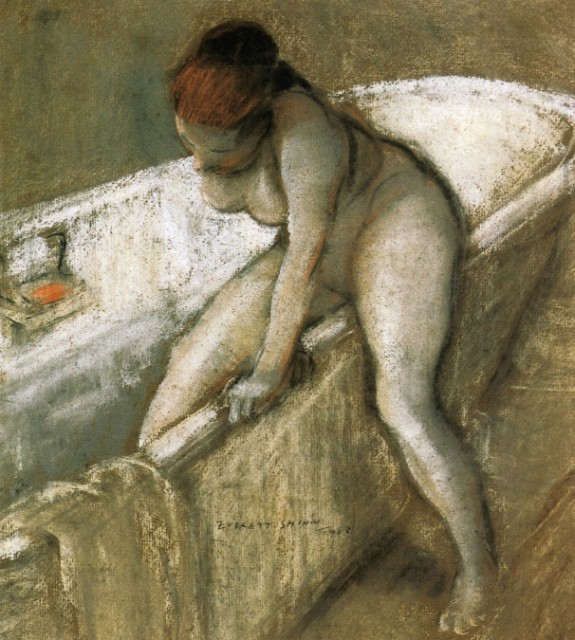
Mädchen in der Badewanne, Everett Shinn (um 1910)

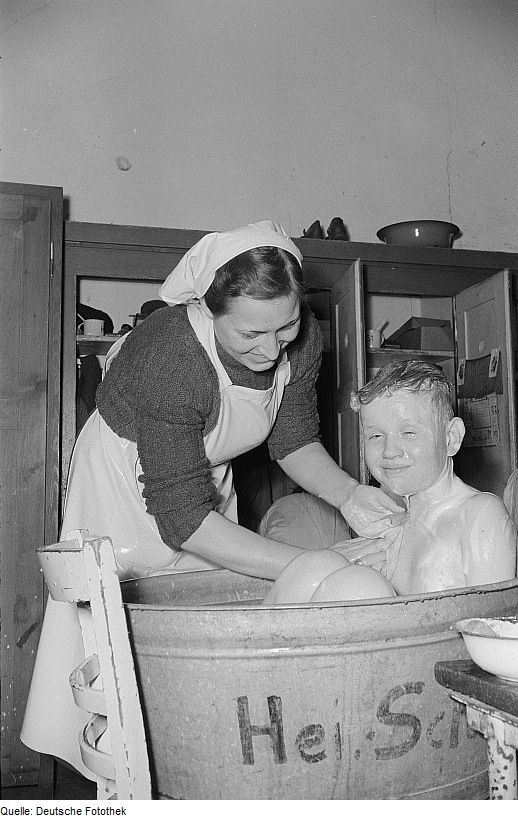
Badewanne aus verzinktem Blech 1953

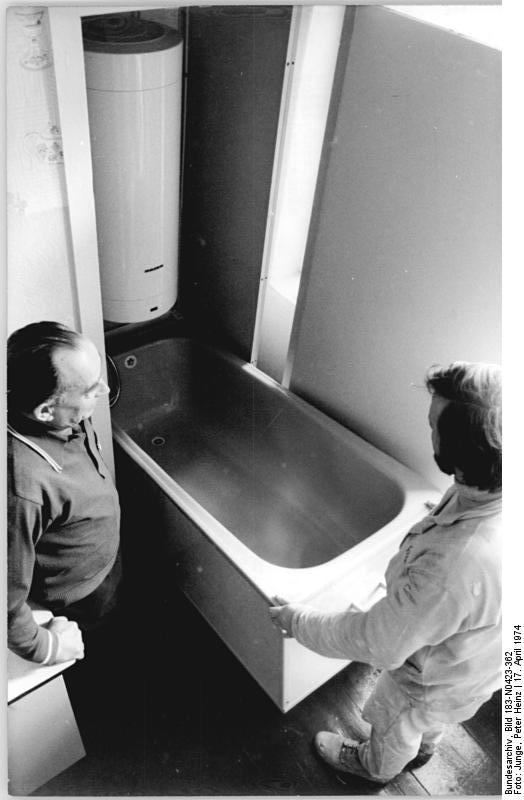
Klapp-Badewanne (1974)

Tümpel an heißen Quellen werden schon seit Menschengedenken von Mensch und Tier zum Baden genutzt. Die Erfindung der häuslichen Badewanne ist nach dem Griechen Athenaios den Bewohnern des antiken Sybaris zuzuschreiben. Der Legende nach hatte Archimedes beim Einsteigen in seine Badewanne das Archimedische Prinzip entdeckt.
Anfangs wurden in Mitteleuropa sogenannte Bütten bzw. Waschzuber in der Küche oder im Waschraum (oder eigenen Waschhäusern) zum Baden benutzt, später nahm man dafür freistehende Wannen mit Füßen. Erst mit der Verbreitung eigener Badezimmer kamen Einbauwannen auf, die nur als Schale gefertigt werden.

## Material
Badewannen gibt es aus verschiedenen Materialien. Im Palast des Nestor bei Pylos ist eine tönerne Badewanne aus dem 13. Jahrhundert v. Chr. zu sehen. Die Römer und auch andere Völker bauten Schwimmbäder mit Becken aus Stein. Holzzuber waren mindestens seit dem Mittelalter üblich, Badewannen aus verzinktem Eisenblech waren seit dem 19. Jahrhundert im Gebrauch. 1906 begann das Brühler Rankewerk weltweit als erstes Unternehmen mit der Produktion von emaillierten Stahlbadewannen, die im Laufe des Jahrhunderts die bekannten gusseisernen Wannen zunehmend vom Markt verdrängten. Seit den 1990er Jahren nahm der Anteil der Badewannen aus Kunststoff (Acryl oder GFK) immer mehr zu. In den letzten Jahren (2004–2006) konnten die Stahl-Email-Wannen jedoch wieder Marktanteile zurückgewinnen. Sie halten bis zu 20 Jahre und lassen sich bei einer eventuell eintretenden Mattierung der Oberfläche auch neu lackieren. Aufgrund höherer Herstellungs- und Materialkosten sind seltener auch Kupferbadewannen und Marmorbäder zu finden.

## Bauformen

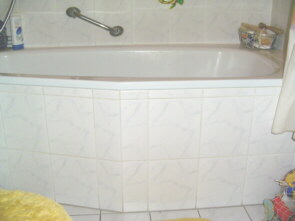
Einbauwanne

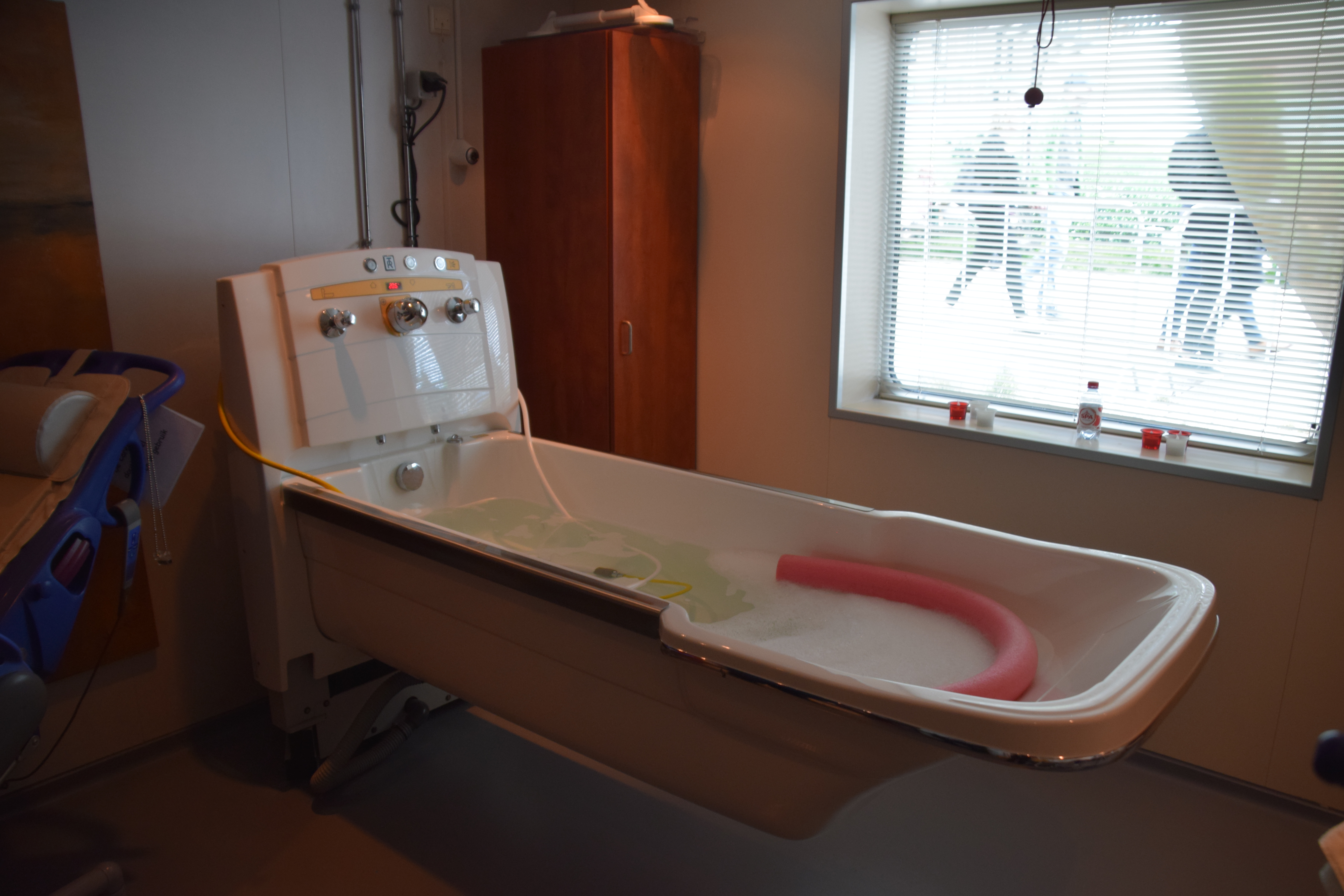
Unterfahrbare Badewanne für Patientenlifter um Personen mit Handicap in die Badewanne zu setzen

Neben der körperlangen Badewanne gibt es auch Sitzbadewannen, Eckbadewannen sowie Bauformen für mehrere Personen. Badewannen mit Düsen zur Einspritzung von heißem Wasser nennt man Whirlwanne oder Jacuzzi (Whirlpool). Eine weitere Variante ist die Badewanne mit integrierter Dusche, die aufgrund der komplett abgedichteten Duschtüre als Dusche und als Badewanne genutzt werden kann. Vor allem für medizinische Zwecke in der Physiotherapie gibt es auch Armbadewannen und Fußbadewannen. Form und Zubehör von Badewannen sind bis heute Teil der Badekultur.
Im Durchschnitt fassen Badewannen um die 150 Liter. Raumsparbadewannen haben oft ein Volumen von weniger als 100 Litern. Großraumwannen für 2 und mehr Personen fassen 280 – 350 Liter und mehr. Die für ein Vollbad benötigte Wassermenge ist geringer als das Fassungsvermögen der Wanne und variiert je nach Körperfülle. Ein erwachsener Mensch mit 80 kg hat ein Körpervolumen von etwa 0,078 m³, also etwa 78 Liter.

## Potentialausgleich
In Deutschland war es bis Anfang 2002 vorgeschrieben, Badewannen mit dem Potentialausgleich zu verbinden. Nachdem die neue DIN VDE 0100 Teil 701 erschienen ist, müssen dort Dusch- und Badewannen aus Stahl oder Gusseisen nicht mehr mit der Potentialausgleichschiene verbunden werden. Allerdings spricht auch nichts dagegen, solche Wannen weiterhin in den Potentialausgleich einzubeziehen.
In Österreich ist der Potentialausgleich von Badewannen und ähnlichen Einrichtungen seit 1980 durch die ÖNORM E 8001-4-701 vorgeschrieben.

## Badewanne als Motiv der bildenden Kunst

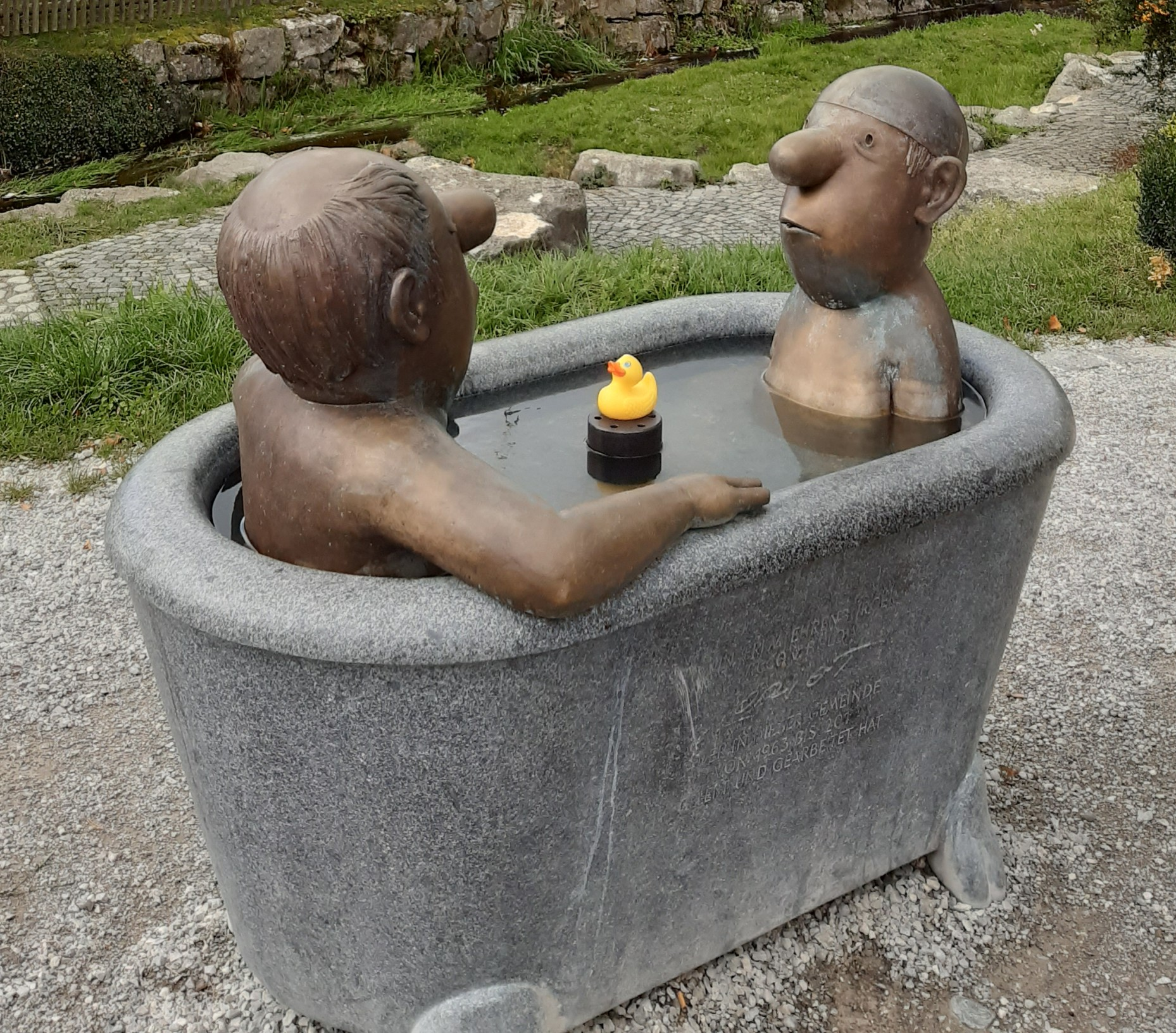
Dorfplatz Münsing, Loriot-Denkmal Herren im Bad (2017)

In der bildenden Kunst findet sich das Motiv der Badewanne u. a. bei dem klassizistischen Maler Jacques Louis David, der 1793 den Volkshelden der französischen Revolution Jean-Paul Marat ermordet in seiner Badewanne verewigte. Der Pop-Art Künstler Tom Wesselmann betitelte 1963 eine seiner großformatigen Assemblagen u. a. „Bathtub No. 3“ (Museum Ludwig, Köln). Der Komiker und Cartoonist Loriot wählte die Badewanne als Schauplatz einer absurden Kommunikation in dem Zeichentrickfilm Herren im Bad. Der deutsche Künstler Joseph Beuys thematisierte die Badewanne in diversen Kunstobjekten. Öffentliches Aufsehen erregte ein Fall, bei dem bei einer Feier der SPD Leverkusen im Museum Morsbroich ein Kunstobjekt (→ Joseph Beuys’ Badewanne) zweckentfremdet wurde. Die Badewanne war mit Heftpflastern und Mullbinden versehen und Teil einer Wanderausstellung des Wuppertaler Von der Heydt-Museums. Hilde Müller und Marianne Klein entdeckten diese Wanne bei der Suche nach einem geeigneten Gefäß zum Spülen ihrer Gläser und reinigten sie. Als Folge musste die Stadt Wuppertal 1976 58.000 DM Schadensersatz an den Kunstsammler Lothar Schirmer zahlen.